# West Bay (zatoka Minas Basin)
West Bay (30 stycznia 1967–14 kwietnia 1976 nazwa oficjalnie niefunkcjonująca) – zatoka (ang. bay) zatoki Minas Basin w kanadyjskiej prowincji Nowa Szkocja, w hrabstwie Cumberland; nazwa urzędowo zatwierdzona 28 listopada 1944 (potwierdzona 14 kwietnia 1976).